# Transparent
Transparent es una serie de televisión por Internet de tipo comedia dramática producida por Amazon Studios que debutó el 6 de febrero del año 2014. Su estreno en España se produjo el 10 de diciembre en el servicio de vídeo bajo demanda de Movistar Series. La serie fue renovada el 9 de octubre de 2014 para una segunda temporada, que salió en otoño de 2015. La tercera temporada al completo se lanzó el 23 de septiembre de 2016, así como los 10 de la cuarta temporada el 22 de septiembre de 2017.
La historia, creada y dirigida por Joey Soloway, gira en torno a la vida de una familia de Los Ángeles, tras descubrir que el padre Mort (Jeffrey Tambor) es una mujer transexual.
En los 72.os premios Golden Globes, "Transparent" ganó el Globo de Oro a la Mejor Serie de Televisión - Musical o Comedia, mientras que Jeffrey Tambor ganó el Globo de Oro al Mejor Actor en una Serie de Televisión - Musical o Comedia y el Premio Primetime Emmy por Actor en una Serie de Comedia. Este es el primer programa producido por Amazon Studios que ganó un premio importante y la primera serie de televisión producida por un servicio de streaming de medios en ganar un Globo de Oro a la mejor serie.

## Trama
Una familia de Los Ángeles debe hacer frente a una situación que no se esperaban. El padre de familia, Morton, decide contarles que se identifica como una mujer, y que lo ha hecho durante las últimas décadas.

## Reparto

### Principal
- Jeffrey Tambor como Maura Pfefferman (nacido como Morton L. Pfefferman), un profesor de universidad de ciencias políticas retirado que decide contar a su familia que se identifica como mujer.
- Amy Landecker como Sarah Pfefferman, la hermana mayor. Casada y con dos hijos, engaña a su marido teniendo una aventura con Tammy Cashman.
- Jay Duplass como Joshua ‘Josh’ Pfefferman, el segundo de la familia. Un exitoso productor de música con serios problemas con las mujeres.
- Gaby Hoffmann como Alexandra ‘Ali’ Pfefferman, la hermana pequeña. La más inteligente, pero con problemas para encontrar trabajo.
- Judith Light como Shelly Pfefferman, exmujer de Maura y madre de los tres hermanos. Vive con su actual marido.

### Recurrente
- Melora Hardin como Tammy Cashman
- Alexandra Billings como Davina
- Kiersey Clemons como Bianca.
- Rob Hustel como Len Novak, marido de Sarah, padre de Zack y Ella.
- Zackary Arthur como Zack Novak, hijo de Sarah y Len.
- Abby Ryder Fortson como Ella Novak, hija de Sarah y Len.
- Lawren Pressman como Ed Paskowitz, marido de Shelly.
- Amin Joseph como Mike.
- Emily Robinson como Ali.
- Dalton Rich como Josh.
- Kelsey Reinhardt como Sarah.
- Cleo Anthony como Derek.
- Carrie Brownstein como Sydney 'Syd' Feldman.
- Deborah S. Craig como Kristin.
- Sawyer Ever como Zack.
- Kathryn Hahn como Rabbi Raquel.
- Bradley Whitford como Marcy.
- Alison Sudol como Kaya.

## Episodios
| Temporada | Temporada | Episodios | Fecha de lanzamiento     | Fecha de finalización    |
| --------- | --------- | --------- | ------------------------ | ------------------------ |
|           | 1ª        | 10        | 6 de febrero de 2014     | 26 de septiembre de 2015 |
|           | 2ª        | 10        | 30 de noviembre de 2015  | 11 de diciembre de 2015  |
|           | 3ª        | 10        | 23 de septiembre de 2016 | 23 de septiembre de 2016 |
|           | 4ª        | 10        | 22 de septiembre de 2017 | 22 de septiembre de 2017 |

## Producción
Según Joey Soloway, quien creó la serie, espera que ésta explore las ideas de identidad de género a través de "un padre que es reemplazado por una estupenda madre", como Soloway se imaginó al crear el personaje. Como parte de la producción, afirmó que buscaba un programa con acción transgénero, "favoreciendo la contratación de personas transgénero por encima de personas no transgénero. Esto implica que veinte personas transexuales fueron contratadas como reparto y más de 60 como extras". Joey también contrató a dos consultores transgénero a tiempo completo para alejarse de cualquier problema. Los baños en el estudio de grabación eran unisex.
Más de ochenta personas trans han trabajado en el programa, entre ellas Zackary Drucker y Rhys Ernst, asesores y coproductores.

## Recepción
Transparent ha sido igualmente aclamada por lo críticos que por sus fanes. En Rotten Tomatoes, obtuvo una aceptación del 98%. El consenso de la página dijo: "Tanto es un cambio en la televisión como es un cambio personal, Transparent eleva el nivel para la programación con sofisticación y la sincera dedicación hacia el viaje humano con todas sus imperfecciones".
En Metacritic, la primera temporada recibió una aprobación de 91 sobre 100, lo que indica una "aclamación universal".

## Premios
El 11 de diciembre de 2014, la serie fue nominada para los Globos de Oro en la categoría de mejor comedia de televisión. Un mes más tarde, Transparent ganó dos Globos de Oro por su primera temporada. Tambor dedicó su premio como Mejor Actor en una serie de comedia a la comunidad transgénero, mientras que Joey Soloway dedicó el suyo a la memoria de Leelah Alcorn.
| Premio                                    | Fecha de la ceremonia | Categoría                                                  | Nominado         | Resultado |
| ----------------------------------------- | --------------------- | ---------------------------------------------------------- | ---------------- | --------- |
| Golden Globe Awards                       | 11 de enero de 2015   | Mejor serie de televisión - Musical o Comedia              | Transparent      | Ganadora  |
| Golden Globe Awards                       | 11 de enero de 2015   | Mejor actor en una serie de televisión - Musical o Comedia | Jeffrey Tambor   | Ganador   |
| Sindicato de Directores de Estados Unidos | 7 de febrero de 2015  | Mejor dirección                                            | Joey Soloway     | Ganador   |
| Premios de la Crítica Televisiva          | 31 de mayo de 2015    | Mejor serie de comedia                                     | Transparent      | Nominada  |
| Premios de la Crítica Televisiva          | 31 de mayo de 2015    | Mejor actor en una serie de comedia                        | Jeffrey Tambor   | Ganador   |
| Premios de la Crítica Televisiva          | 31 de mayo de 2015    | Mejor actriz de reparto en una serie de comedia            | Judith Light     | Nominada  |
| Premios de la Crítica Televisiva          | 31 de mayo de 2015    | Mejor artista invitado en una serie de comedia             | Bradley Whitford | Ganador   |